# هوگو مارتینز (بوکسور)
هوگو عمر مارتینز (انگلیسی: Hugo Omar Martínez؛ زاده ۲۲ اکتبر ۱۹۴۲) بوکسور اهل آرژانتین است. او در بازی‌های المپیک تابستانی ۱۹۶۴ در ماده سنگین‌وزن مردان شرکت کرد و در این بازی‌ها در مقابل خیرو سوئون از کامبوج شکست خورد.